# Ganz UV

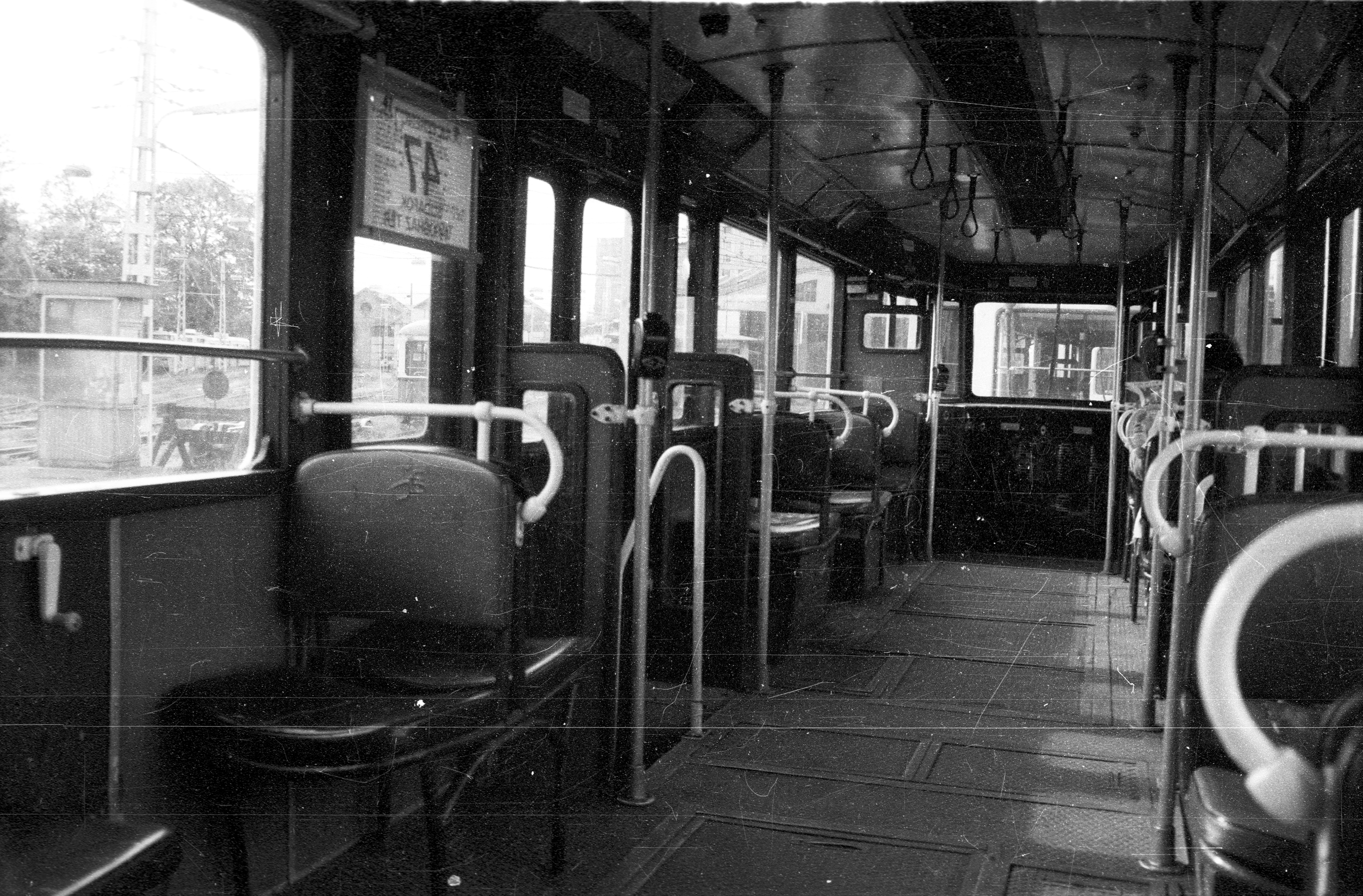
Inneneinrichtung im Jahr 1988

Die Ganz UV sind Straßenbahn-Triebwagen in Großraumbauweise, die zwischen 1956 und 1965 für die Budapester Straßenbahn von der Firma GANZ entwickelt und gebaut wurden. Es handelte sich dabei um eine Weiterentwicklung des Vorgängermodells T, das wegen der „heulenden“ Motorengeräusche „Stuka“ genannt wurde. Am 3. April 1956 fuhr der erste UV auf Linie 2. Bis 1965 wurden 375 Exemplare gebaut. Die Wagen der Typen 1 bis 3 besaßen zwei Führerstände. In den späten 1970er Jahren verkehrten die Wagen allerdings nicht mehr als Solotriebwagen, sondern Heck an Heck gekuppelt als Verbund. Den Typ 4 gab es praktisch nur auf dem Papier. In den frühen 1980er Jahren wurden alle UV-Wagen auf nur noch einen separaten Führerstand umgerüstet. Des Weiteren bekamen die Wagen neue Stirnlichter, elektrische Abfahrtssignale, eine elektrische Warnglocke sowie Rückspiegel. Nach der Jahrtausendwende verschwanden die UV aus dem Stadtbild. Zunächst kaufte die BKV Zrt. von der Üstra Hannover den Typ DUEWAG TW 6000. Im Jahr 2005 waren noch etwa 100 in Betrieb. Im März 2006 beschaffte die BKV Rt. bei Siemens-DUEWAG die Combino-Wagen. Diese lösten ältere Ganz Csuklós auf den Linien 4 und 6 ab, die nun für die letzten durch die UV betriebenen 41, 47 und 49 zur Verfügung standen. Der 20. August 2007 war der letzte Betriebstag der Linie 47 über die Szabadság híd vor deren Rekonstruktion. Das sollte auch der letzte Betriebstag der UV sein. Im August 2009 verkehrten die UV auf einer Sonderlinie zwischen Hűvösvölgy und Kamaraerdei Ifjúsági Park.

## Wagennummern
| Typ | Baujahre  | Wagennummer |
| --- | --------- | ----------- |
| UV1 | 1956/1957 | 3200–3249   |
| UV2 | 1957/1958 | 3250–3349   |
| UV3 | 1959–1961 | 3350–3474   |
| UV5 | 1962–1965 | 3800–3899   |

## Außerdienststellung nach 2001

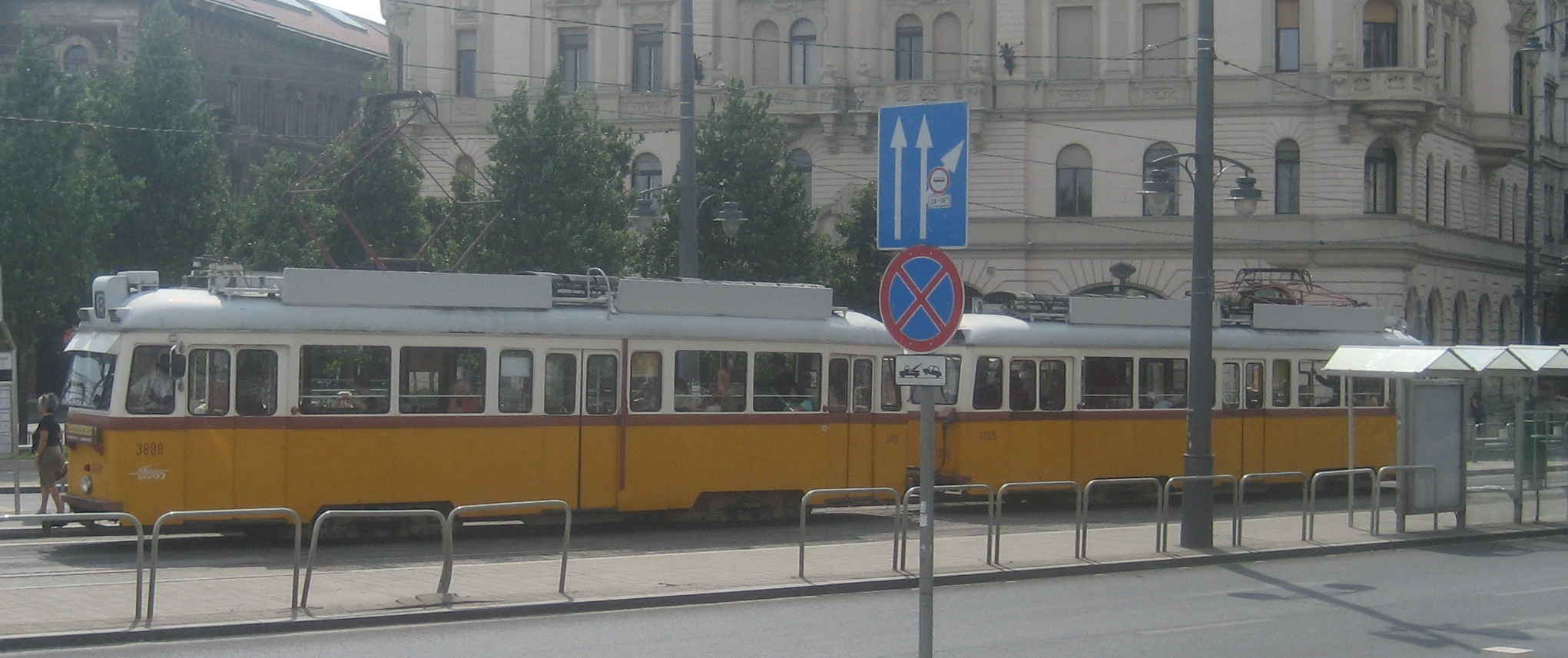
Sonderzug am 22. August 2009, Haltestelle Szent Gellért tér

Die erste Linie, auf der die UV-Wagen abgelöst wurden, war die 50, die vom 13. Juni 2001 an mit den Hannoveranern bedient wurde. Die Linien 13 und 63 wurden am 3. Oktober 2001 auf die aus Hannoversche Wagen umgestellt und zur neuen Linie 3 zusammengefasst. Am 23. März 2002 fand der Traktionswechsel auf der Linie 62 statt. Hier werden nun ebenfalls die TW 6000 eingesetzt. Am 17. Oktober des gleichen Jahres erfolgte die Umstellung der Linie 69. Zum 1. August 2006 wurden die UV auf den Linien 42 und 52 gegen die Ganz Csuklós ausgetauscht. Auf der Linie 19 kam das Aus am 13. November 2006. Seitdem fahren hier ebenfalls die Ganz Csuklós. Am 2. April 2007 die Linie 49 und am 23. Juli 2007 die Linie 41. Der letzte Betriebstag war der 20. August 2007 auf der Linie 47. Auf den letztgenannten drei Linien verkehren nunmehr die Ganz Csuklós.

## Die UV im Film
In dem US-amerikanischen Spielfilm „I Spy“ aus dem Jahr 2002 sind mehrere UV-Züge zu sehen. Drehorte waren der Szent Gellért tér sowie die Szabadság híd.